# Cussonia gamtoosensis
Cussonia gamtoosensis är en araliaväxtart som beskrevs av Strey. Cussonia gamtoosensis ingår i släktet Cussonia och familjen Araliaceae. Inga underarter finns listade.